# Doxbin
Doxbin é um serviço onion extinto. É um tipo de pastebin usado principalmente por pessoas que postam dados pessoais (muitas vezes chamados de doxing ) de qualquer pessoa de interesse.
Devido à natureza ilegal de muitas das informações que foram publicados nesse lugar (como números de previdência social, informações de roteamento bancário e informações de cartão de crédito, tudo em texto simples ), foi um dos muitos sites apreendidos durante a  Operação Onymous, uma iniciativa policial multinacional, em novembro de 2014. 